# Wilhelm Mauke
Johann Heinrich Wilhelm Mauke (Hamburg, 25 de febrer de 1867 - Wiesbaden, 25 d'agost de 1930) fou un compositor i crític d'art alemany.
Primer cursà medicina, i després estudià música a Basilea i en l'Acadèmia Reial de Música de Múnic. Es va distingir com a crític d'art i com a compositor, devent-se'li l'òpera Der Tangenechts, diversos poemes simfònics, entre ells el titulat Eisamkeit, i molts lieder.